# Herbarium

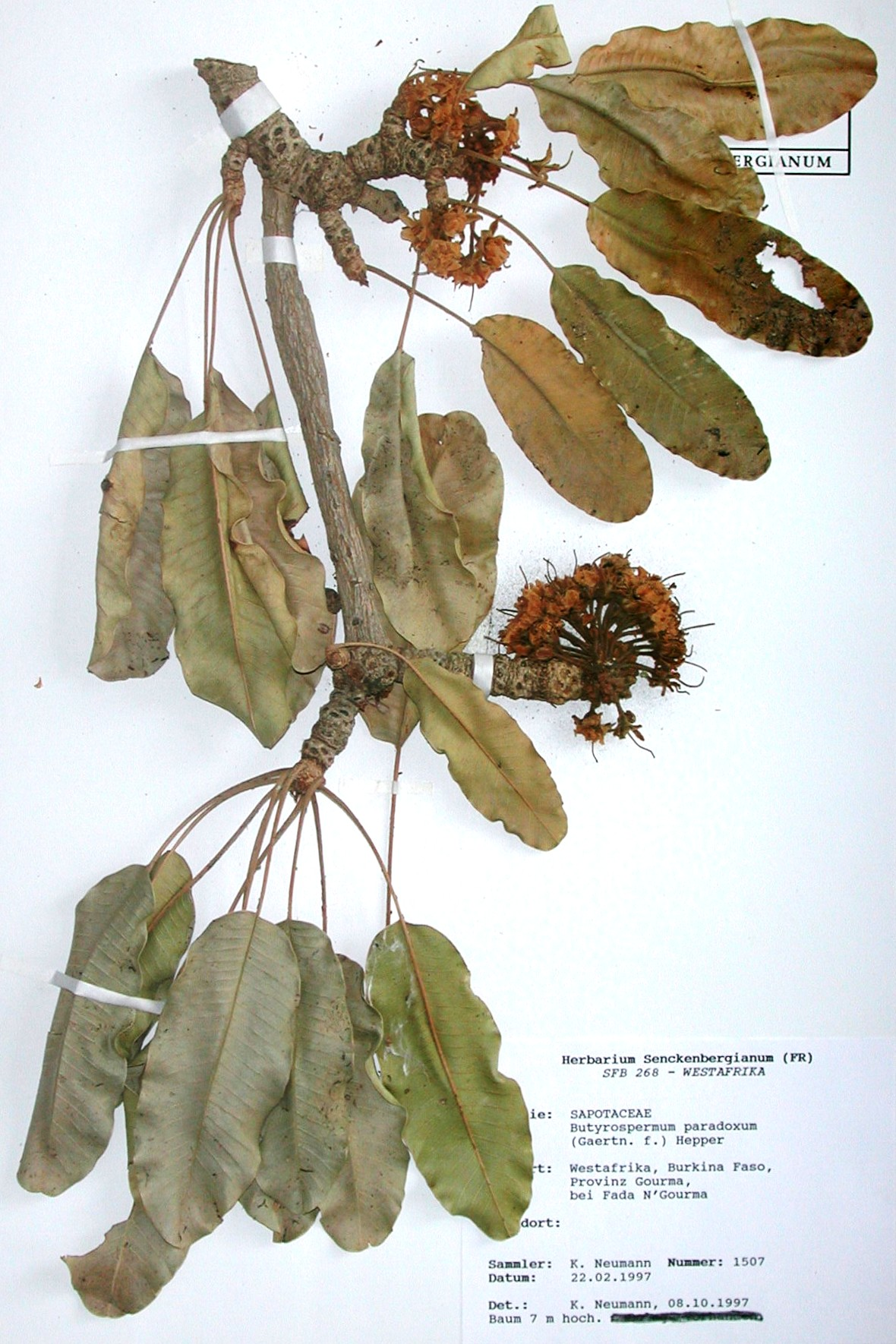
Vitellaria paradoxa, Herbarbeleg aus dem Herbarium Senckenbergianum

Ein Herbarium oder Herbar (von lateinisch herba „Kraut“) ist eine Sammlung konservierter (meist getrockneter und gepresster) Pflanzen bzw. Pflanzenteile (Exsiccate) für wissenschaftliche Zwecke oder auch für die Liebhaber-Beschäftigung mit der Botanik. Wissenschaftliche Herbarien haben mitunter auch Teilsammlungen nasskonservierten Materials (in Alkohol) oder Holzsammlungen (Xylarium).
Einzelne Pflanzen bzw. ihre Teile sind dabei als Einheit erkennbar auf einem Herbarbogen aufgeklebt (Herbarbeleg). Sie sollten von einem Aufsammlungsereignis stammen und die Fundumstände dokumentiert sein (Datum, Fundort, Standort, Sammler etc.).
Neben dem Herbarium gibt es auch historische Kräuterbücher (Herbarius), die Abbildungen von Pflanzen enthalten.

## Zweck eines Herbariums

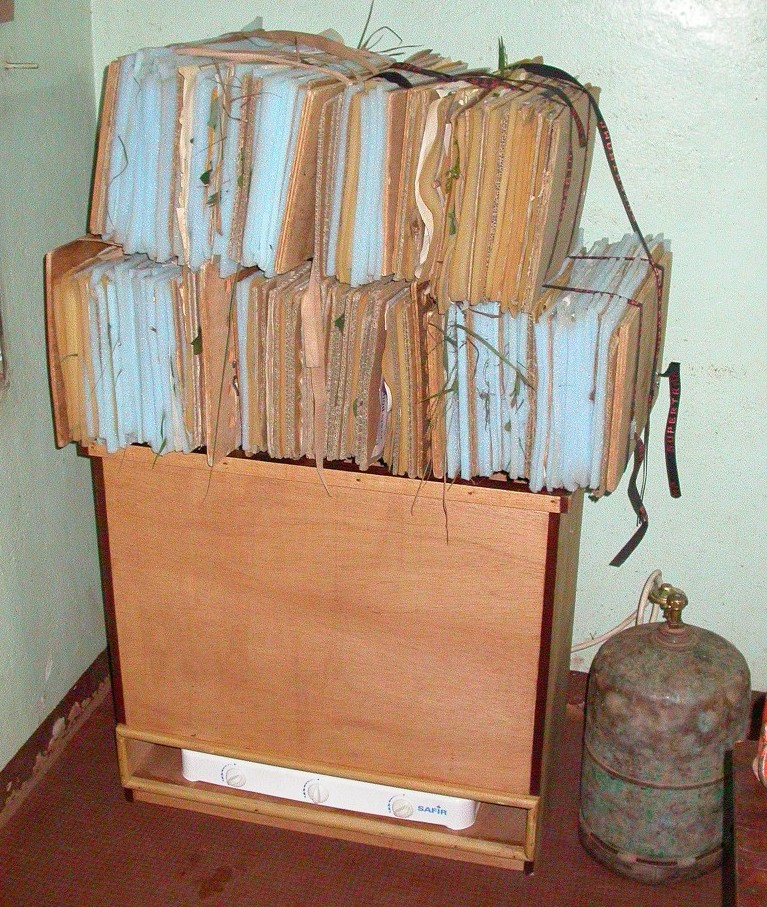
Trockenofen für Herbarbelege aus einem Gaskocher und einem Holzgestell, Herbarium der Universität Ouagadougou

Ein Herbarium erlaubt dem Botaniker, Pflanzen unterschiedlicher Herkunft zu vergleichen und unsichere Bestimmungen zu überprüfen („Vergleichsherbar“) oder Vorkommen bestimmter Arten an ihren Wuchsorten nachzuweisen („Belegherbar“). Durch Auswertung älterer Herbarien lassen sich nicht selten Änderungen in der Häufigkeit oder Verschiebungen der Verbreitungsgebiete nachzeichnen. Das spätere (Neu-)Bestimmen einer Pflanze im Herbarium ist fast immer möglich; die räumlichen Strukturen bleiben nämlich beim Trocknen und Pressen erhalten. Farben können zwar ausbleichen oder sich verändern; jedoch bedient man sich gewisser „Faustregeln“ – so weiß man, dass gelbe Pflanzenteile nach dem Trocknen langsam schwarz werden.
Bestimmungsschlüssel und Florenwerke beruhen in den meisten Fällen ebenfalls auf dem Vergleich von Herbarbelegen, nur selten und ausnahmsweise können die oft seltenen und in weit auseinanderliegenden, schwer zugänglichen Regionen wachsenden Arten direkt im Gelände verglichen werden. Dadurch ist es in manchen Fällen paradoxerweise leichter, Herbarbelege seltener Arten bis zur Art zu bestimmen als lebende Exemplare direkt am Standort. Neben Gestalt und Farbe weichen auch Maße wie die Länge und Breite von Pflanzenorganen bei konservierten Pflanzen sehr oft von denjenigen frischer Exemplare ab. Dies ist beim Vergleich zu berücksichtigen.
Das Anlegen eines Herbariums war früher Voraussetzung für das Vorexamen als Apotheker. Auch heute noch wird im Biologiestudium und in verwandten Studiengängen an vielen Universitäten das Anlegen eines kleinen Herbariums als Übung gefordert. Teilweise wird auch bereits in der Schule im Biologieunterricht ein kleines Herbarium angelegt; die Anforderungen sind hierbei natürlich deutlich geringer.

## Herbarien als Sammlungen
Ein wissenschaftliches Herbarium ist ein Spezialfall einer Forschungssammlung (oder wissenschaftlichen Sammlung), mit den üblichen Aufgaben, und Problemstellungen, einer solchen Einrichtung. Geleitet wird es in der Regel von einem Kurator, dem, je nach Größe der Sammlung, Sammlungsassistenten und technisches Personal zur Seite stehen. Kleinere Herbarien, mit weniger als etwa 50000 Herbarbelegen, stehen in dieser Hinsicht oft erheblichen Problemen gegenüber. Oft ist kein besonderer, hauptamtlicher Kurator designiert, es wird erwartet, dass ein anderer Mitarbeiter des Museums, der Universität oder einer anderen Institution, die das Herbarium unterhält, diese Aufgabe neben seinen anderen Aufgaben nebenher mit erledigt. Für die Kuratierung auch einer kleineren Sammlung wird, grob abgeschätzt, ein Zeitbedarf von im absoluten Minimum einer Viertel Vollzeitstelle veranschlagt. Neben den Aufgaben als Belegherbar und Vergleichsherbar sind eine ganze Reihe weiterer Aufgaben zu berücksichtigen. So sollen Studenten und Fakultäten mit Material für Übungs- und Ausbildungszwecke versorgt werden. Wissenschaftler anderer Fachbereiche, zum Beispiel Vegetationskundler und Biogeographen, aber auch Archäologen (Archäobotaniker) und viele andere sollen in ihrer Arbeit, als Dienstleistung, unterstützt werden. Anfragen anderer Institutionen nach Sammlungsmaterial müssen bearbeitet, ggf. dessen Versand organisiert werden. Im Idealfall soll darüber hinaus öffentlich für Belange der Botanik, und der Biodiversität allgemein, informiert und geworben werden, Amateur- und Hobbyforscher unterstützt und die Öffentlichkeit durch Bereitstellung von Daten informiert werden.
Ein besonderes Problem, mit zunehmender Bedeutung, ist die Datenhaltung. Wie in anderen Sammlungen, wurden die Daten früher in Katalogen und auf Karteikarten niedergelegt. Bei der Datenhaltung in EDV-Systemen sind, wie in allen vergleichbaren Fällen, standardisierte Registratur- und Austauschformate zu entwickeln und sicherzustellen. Dabei ist eine ständige Pflege des Datenbestands erforderlich, zum Beispiel, wenn sich der gültige wissenschaftliche Name einer Art ändert oder wenn ein zur Art bestimmter Beleg von einem anderen Botaniker einer anderen Art zugeordnet wird. Plattformen für den Datenaustausch wie GBIF (Global Biodiversity Information Facility), Darwin Core (Standard der Taxonomic Databases Working Group (TDWG)) oder BioCase (Biological Collection Access Service) und andere sind dabei nicht immer vollständig miteinander kompatibel.

## Herbarbelege
Ein Herbarbeleg ist im Regelfall ein getrocknetes und flachgepresstes Exemplar einer Pflanze oder, bei größeren Pflanzen, eine Sammlung von Teilen davon, wie zum Beispiel beblätterten Trieben oder Zweigen, Blütenständen und Blüten usw., die auf einen Karton oder einen Bogen Papier aufgeklebt ist. Wesentliche Angaben werden auf einem aufgeklebten Etikett dokumentiert, ohne das ein Beleg wissenschaftlich von geringem Wert ist. Bei Pflanzenarten, die aufgrund ihrer Morphologie nur schwer in dieser Form aufzubewahren sind, etwa weil sie zu groß und sperrig sind oder die beim Trocknen ihre Form verlieren, werden ersatzweise andere Konservierungsmethoden verwendet. Auch für Herbarbelege von Moosen, Flechten und Pilzen existieren eigene, standardisierte Methoden, die vom Vorgehen bei Gefäßpflanzen abweichen.

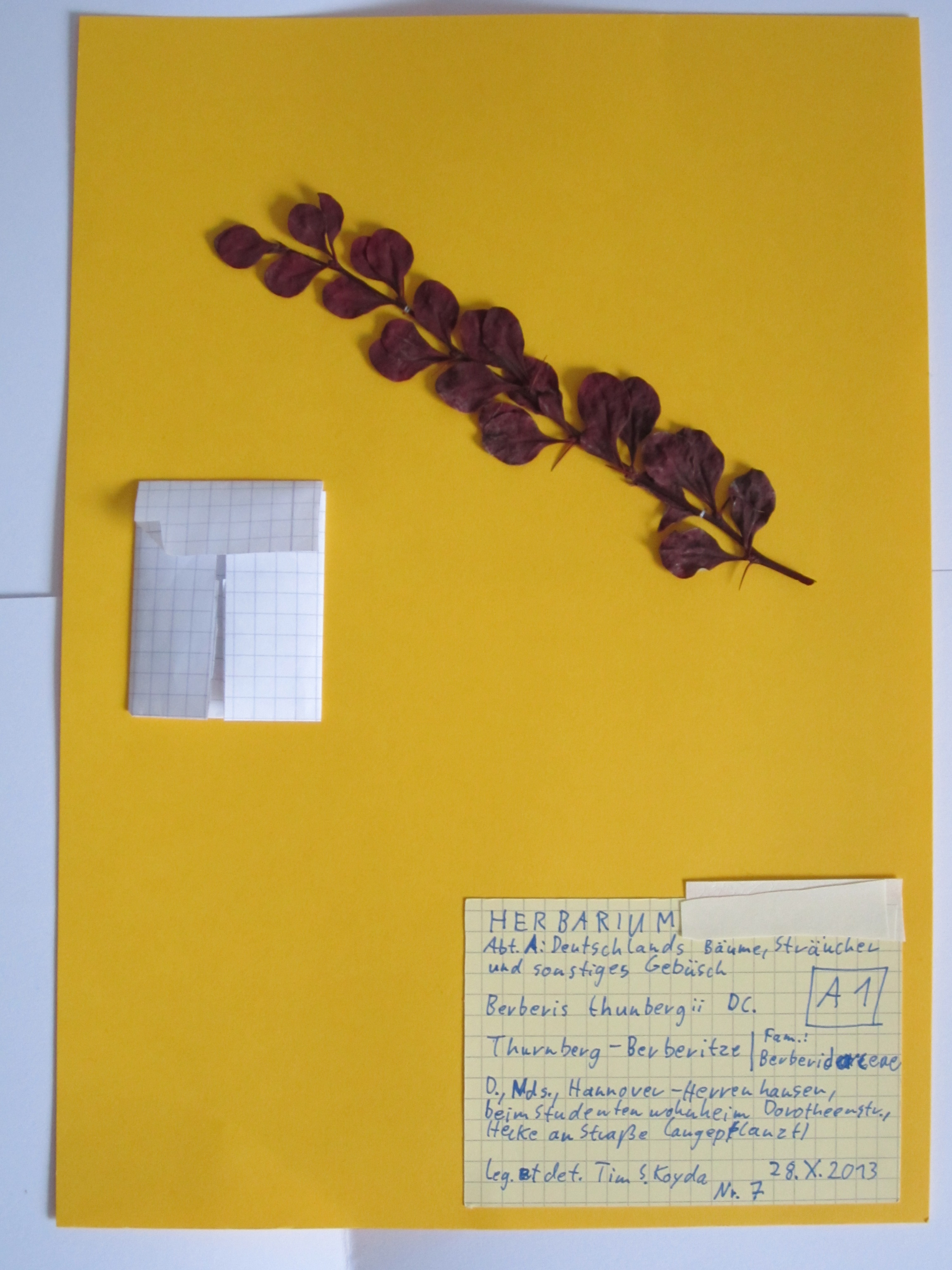
Kleinere private Herbarien erreichen häufig nicht die Qualitätsansprüche wissenschaftlicher Herbarien, streben diese oft aber auch gar nicht an.

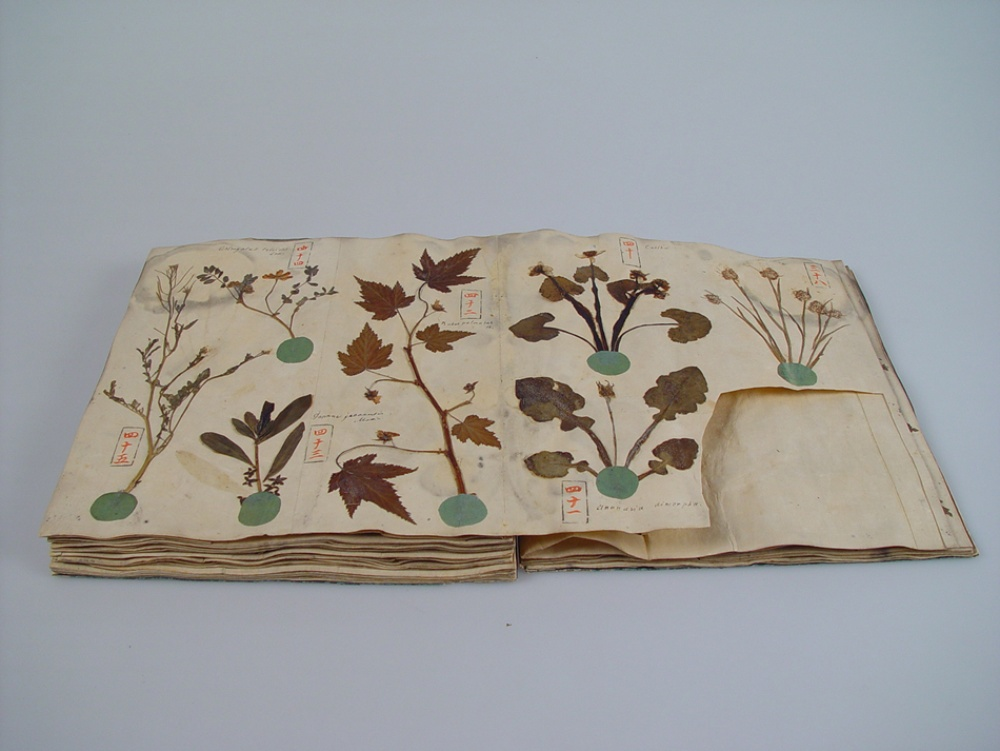
Herbarium in Buchform mit japanischen Pflanzen, Siebold Collection Leiden, 1825?

Die für einen Herbarbogen gesammelte Pflanze soll vollständig und von guter Qualität sein. Bei großen Pflanzen sollen die für die Bestimmung relevanten Pflanzenteile (Blüten oder Früchte, Blatt, Spross, Wurzel) vorhanden sein. Das Pflanzenmaterial soll ohne Schäden (mechanisch, Pilzbefall, Vergilben) gepresst und getrocknet sein und interessante Bestandteile sollen klar sichtbar sein. Um einen Herbarbeleg anzulegen, müssen zunächst Pflanzen gesammelt werden. Dazu sind möglichst typische, für die Population repräsentative Exemplare auszuwählen. Im Regelfall werden nur blühende oder fruchtende Exemplare ausgewählt. Normalerweise sollten immer mehrere Exemplare herbarisiert werden. Wenn zur Vervollständigung Teile verschiedener Individuen auf einen Bogen montiert werden, besteht allerdings das Risiko, dass sie verschiedene Pflanzensippen repräsentieren. Der Sammler muss über botanische Kenntnisse verfügen, damit er weiß, welche Merkmale für die entsprechende Gruppe wesentlich sind, und das Material entsprechend auswählt; so sind bestimmte Arten nur im blühenden bzw. im fruchtenden Zustand bestimmbar. Früher wurden zum Sammeln Botanisiertrommeln benutzt, heute erfüllen Kunststofftüten diesen Zweck. Bestimmte Pflanzen, zum Beispiel aus der Familie Papaveraceae, müssen bereits im Gelände gepresst werden, da die Belege sonst zerfallen (hier: die Blütenblätter verlieren).
Zur Weiterbehandlung der gesammelten Pflanzen existieren mehrere Methoden, die je nach äußeren Umständen (klimatische Bedingungen, Platzbedarf auf Reisen usw.) ihre Vor- und Nachteile haben. Wenn möglich, werden die Pflanzen meist direkt anschließend getrocknet und gepresst. Um die Pflanzen zu pressen, verwendet man entweder spezielle Gitterpflanzenpressen mit Zugfedern oder im einfachen Fall legt man die Pflanze zwischen Fließpapier (ersatzweise Zeitungspapier) und Holzplatten und beschwert diese. Das zum Trocknen verwendete Papier sollte dabei regelmäßig gewechselt werden, da die Pflanzen ansonsten Gefahr laufen zu schimmeln, dabei sollte aber der Fließpapierbogen mit dem Herbarbeleg selbst, bis zur vollständigen Trocknung, niemals gewechselt werden. Oft werden Abstandshalter eingefügt, um Luftzirkulation zu ermöglichen. Wichtig ist es, die Belege schon in diesem Stadium eindeutig zu kennzeichnen, um späteren Verwechslungen vorzubeugen. Während einfaches Trocknen zwischen saugfähigem Papier unter optimalen Bedingungen ausreichen kann, ist es meist erforderlich, die Belege über einer Wärmequelle künstlich zu trocknen.
Vor allem in tropischen Klimaten werden die Herbarbelege alternativ dazu zunächst unter Verwendung von Alkohol aufbewahrt, um erst später unter besseren Bedingungen getrocknet zu werden. Dieses Vorgehen wird als Schweißfurth-Methode bezeichnet. Dazu werden die zwischen Fließpapier gepressten Belege unter Luftabschluss in dicht schließenden Plastikbeuteln in Alkohol eingelegt.
Die fertig getrockneten Pflanzen werden anschließend zur dauerhaften Aufbewahrung auf einen Herbarbogen montiert. Um Beschädigungen beim Hantieren vorzubeugen, werden die Pflanzen mit gummierten Papierstreifen auf dem Herbarbogen festgeklebt. Das flächige Aufkleben, oder gar das in Laien-Herbaren manchmal angewendete Einschweißen der Bögen unter Plastikfolie, sind in wissenschaftlichen Sammlungen nicht akzeptabel. Minimale Angaben auf einem Herbariumsblatt sind Fundort (möglichst GPS-Koordinaten), Funddatum und Finder. Meist wird auch noch der wissenschaftliche Name der Pflanze angegeben. Es ist üblich, dass der Sammler für jeden Herbarbeleg eine eindeutige Sammelnummer vergibt. Von Bedeutung für zukünftige Betrachter sind außerdem Angaben zu Standort, Häufigkeit, Begleitpflanzen und weitere Beobachtungen. Zusätzlich sollten Merkmale notiert werden, die nur an der lebenden Pflanze feststellbar sind (Gesamt-Wuchshöhe bei Gehölzen, Farbe der frischen Blüten usw.).
Um einen dauerhaften Zugriff auf die gesammelten Pflanzen sicherzustellen, werden die Herbarpflanzen unter klimakontrollierten Bedingungen gelagert. Eine trockene Lagerung ist wichtig, um Fäulnis und Schimmelbildung zu verhindern. Staubläuse, Museumskäfer oder andere Sammlungsschädlinge, die von getrockneten Pflanzen leben, werden am besten durch gelegentliches Tiefkühlen bekämpft.
Die einzelnen Herbarbögen werden im Optimalfall liegend in flachen Fächern aufbewahrt. Die Ansichten über den Gebrauch von Kunststofffolien zur Abdeckung anstelle von Papier sind geteilt.
Der Name einer Pflanzenart geht oft auf ein bestimmtes getrocknetes Exemplar, den Holotypus dieser Art, in einem wissenschaftlichen Herbarium zurück.
Pflanzenarten können, nach nationalem Recht oder durch internationale Verträge und Vereinbarungen, dem Artenschutz unterliegen. In Deutschland betrifft dies zum Beispiel die nach Bundesartenschutzverordnung (BArtSchV) „besonders“ bzw. „streng“ geschützten Arten. Deshalb sind vor dem Herbarisieren genaue Informationen über die vorliegende Pflanzenart einzuholen. Gegebenenfalls ist bei der zuständigen Behörde eine Ausnahme zu beantragen.

## Herbarbelege zur DNA-Extraktion
Neben ihrer traditionellen Bedeutung besitzen Herbarbelege heute, wie andere Belege in wissenschaftlichen Sammlungen, zunehmende Bedeutung zur Gewinnung von DNA-Belegen, deren Sequenz wichtige Grundlage für Taxonomie und Systematik besitzt (Phylogenomik); außerdem dienen bestimmte und benamte Belege als Referenz zur Arterkennung mittels DNA-Barcoding. Durch die Weiterentwicklung der entsprechenden Techniken (genannt „next-generation sequencing“) ist es heute möglich, auch ältere Belege mit teilweise durch altersbedingten Zerfall degradierter DNA noch zu nutzen; auch die nach der Schweißfurth-Methode mit Alkohol behandelten Exemplare, die früher kaum verwendbar waren, liefern nun auswertbares Material. Allerdings ist die Verwendung alter Herbarbelege methodisch ausgesprochen schwierig, weil die Proben durch Verunreinigung oft mit Fremd-DNA kontaminiert sind, was die Ergebnisse verfälschen kann. Hier sind die für aDNA entwickelten, aufwändigeren Methoden einzusetzen.

## Beispiele von Herbarbelegen

Herbarbeleg der Rosen-Malve
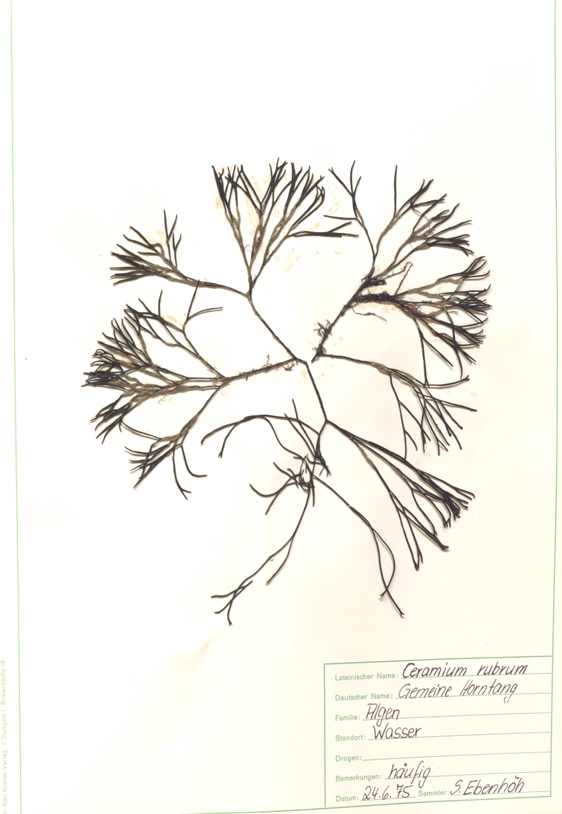
Herbarbeleg des Roten Horntanges
Gaultheria Hispidula im Herbarium
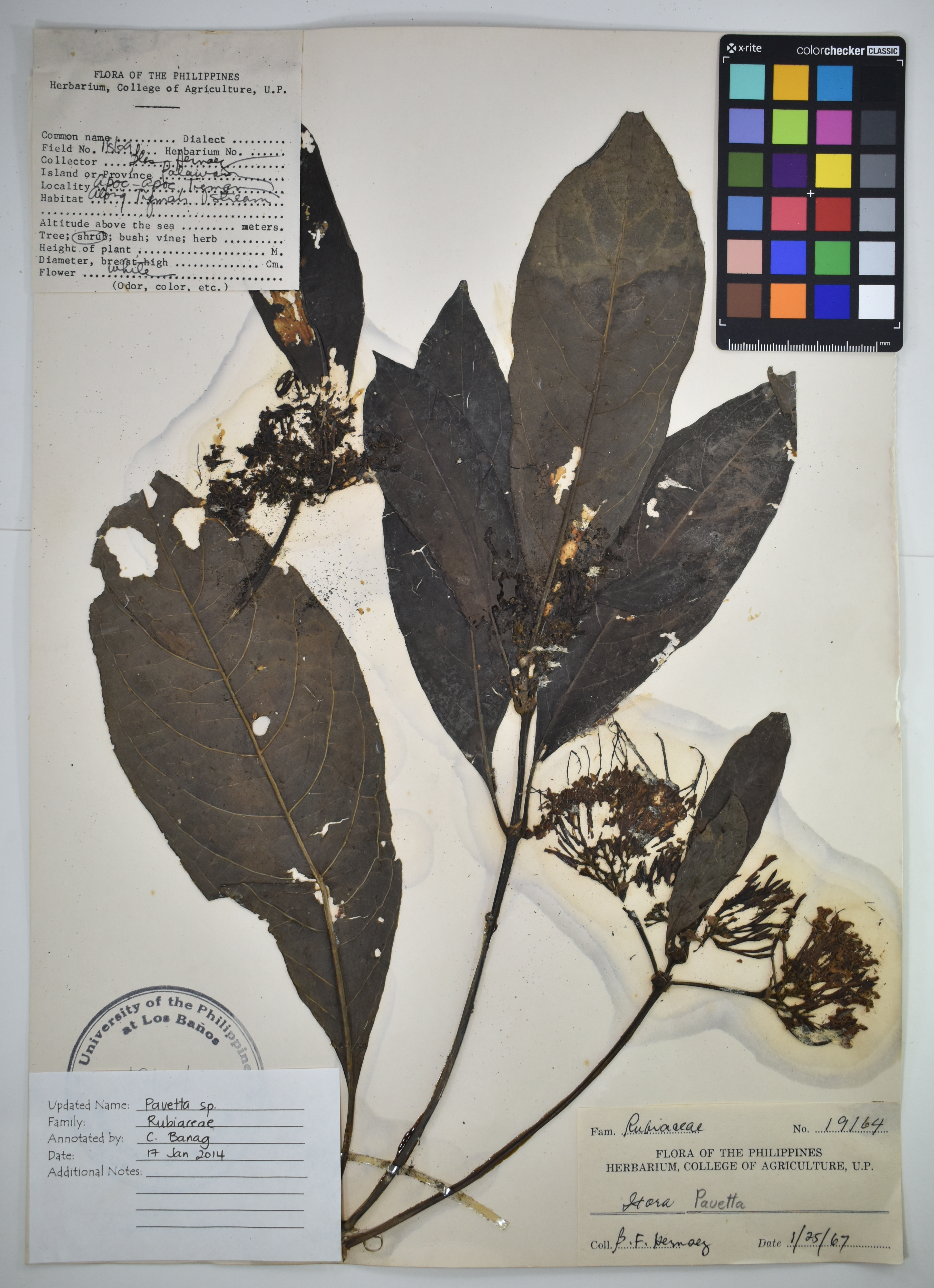
Herbarbeleg von Pavetta sp.
Herbarbeleg der Amerikanischen Teichrose
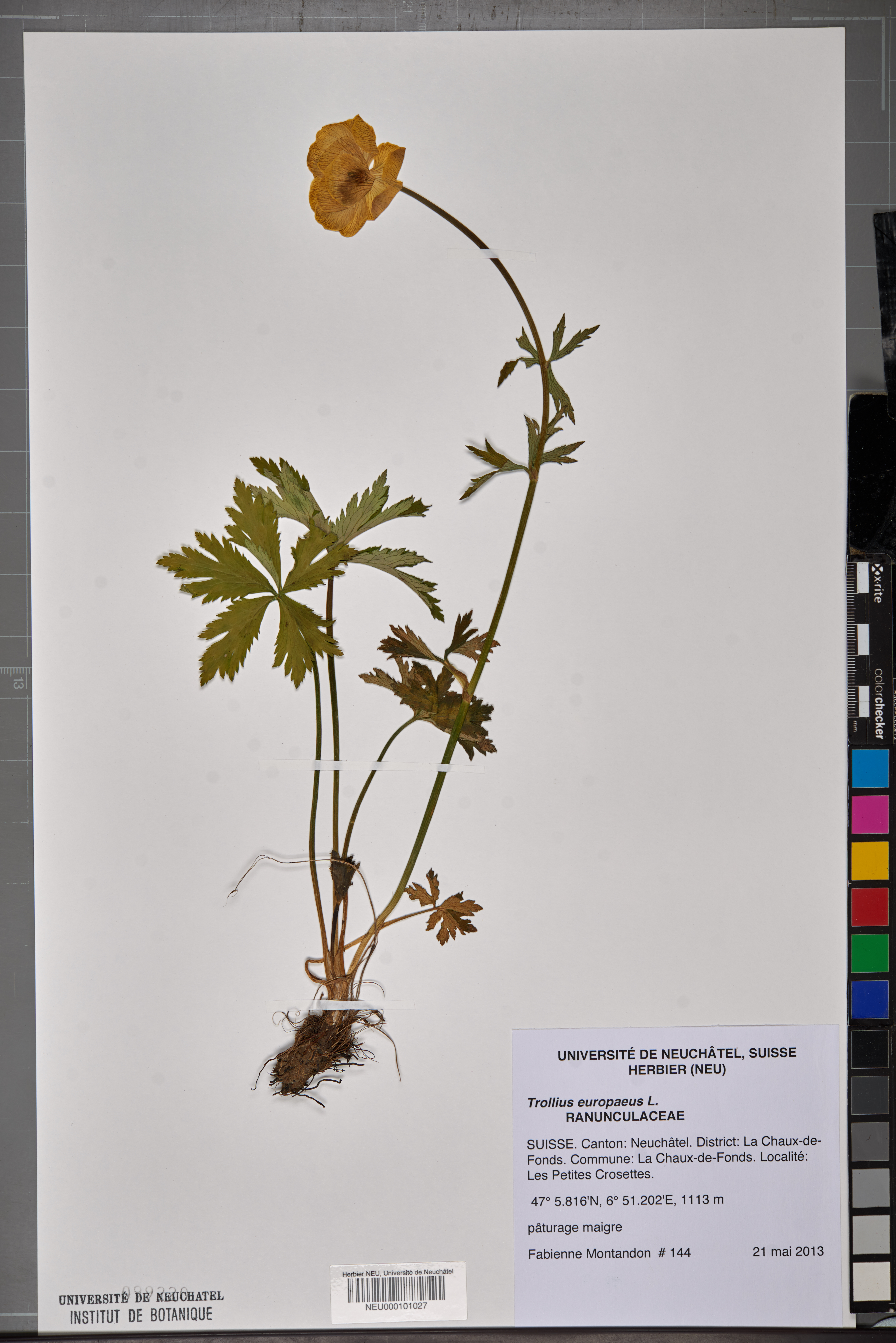
Herbarbeleg der Trollblume
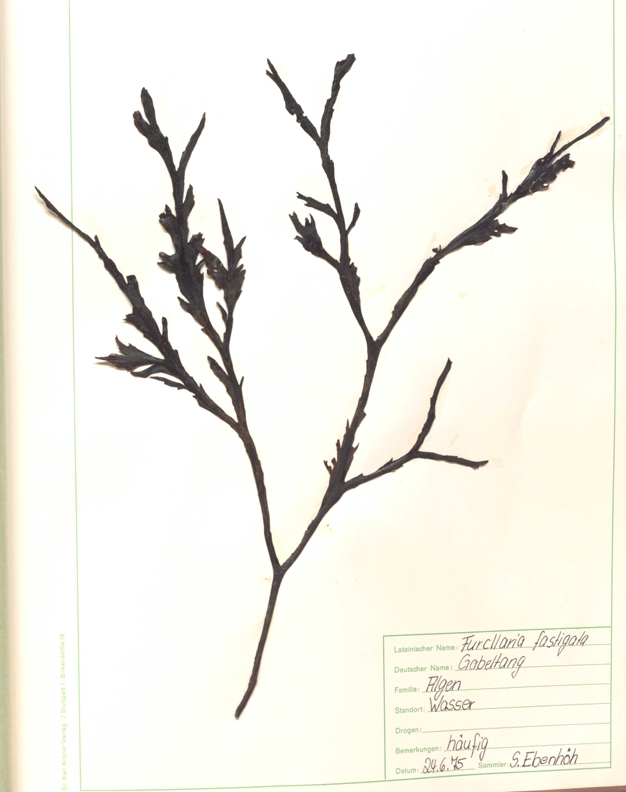
Herbarbeleg des Gabeltanges
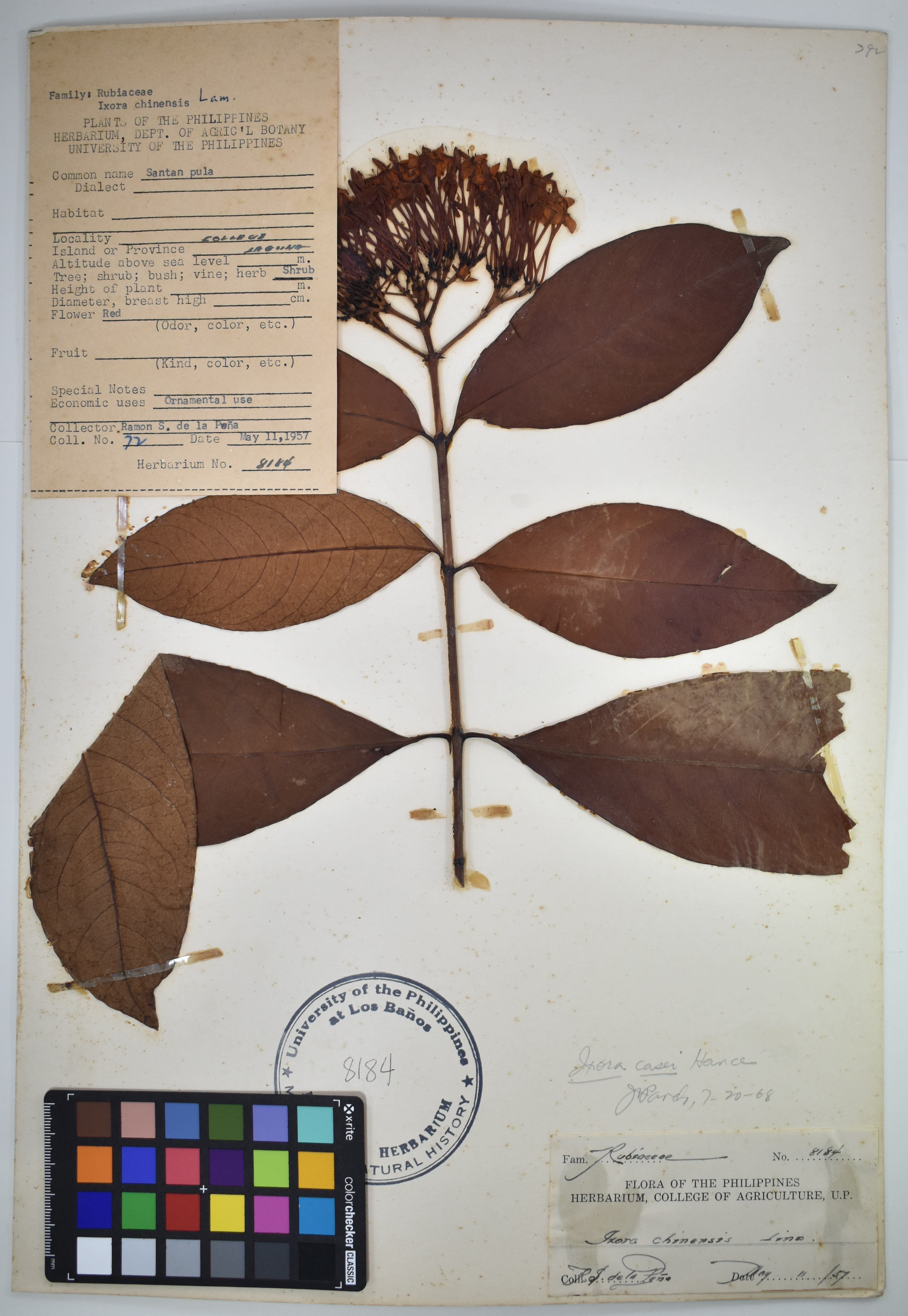
Herbarbeleg von Ixora casei
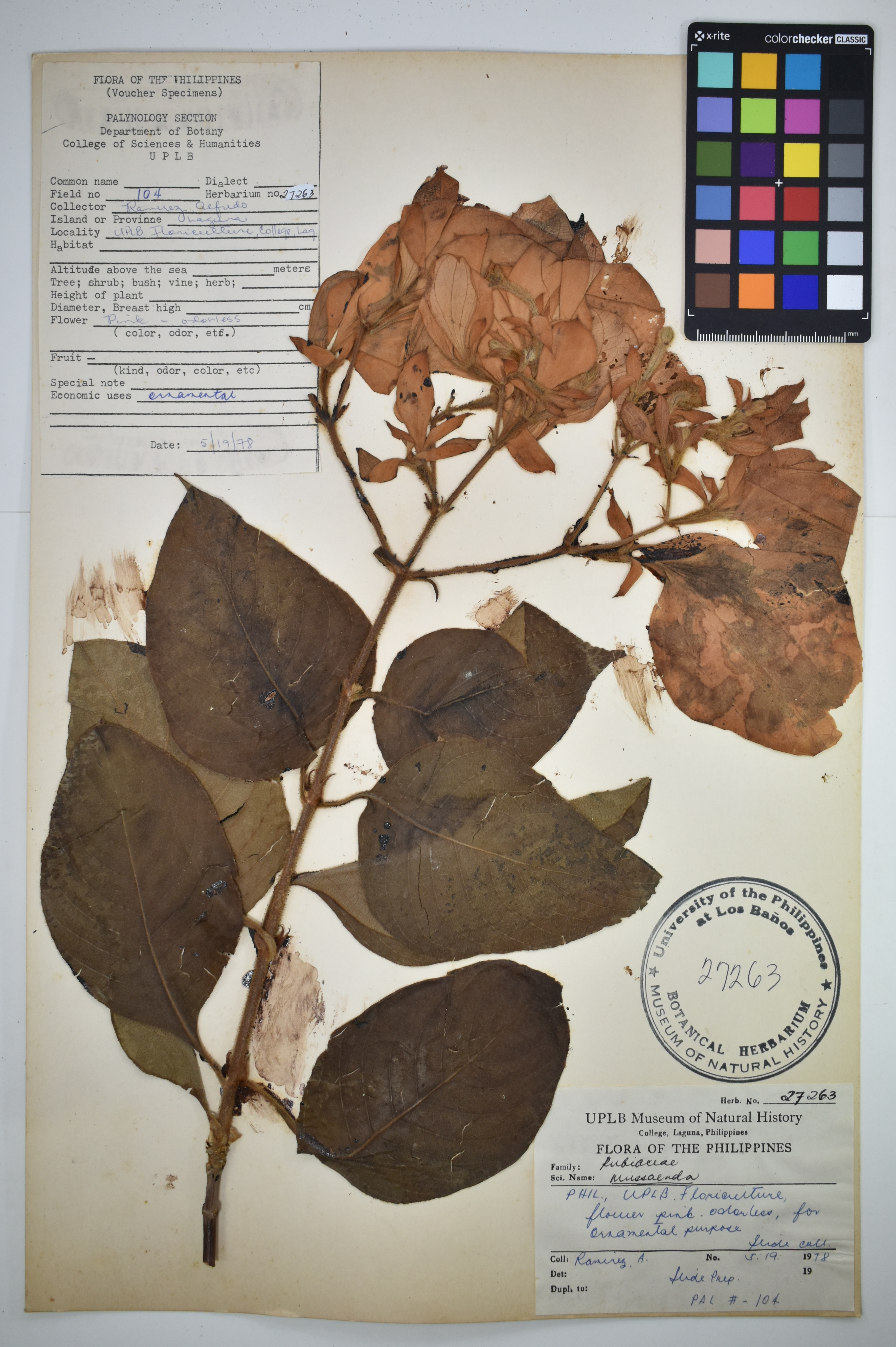
Mussaenda x im Herbarium
Herbarbeleg des Klatschmohns
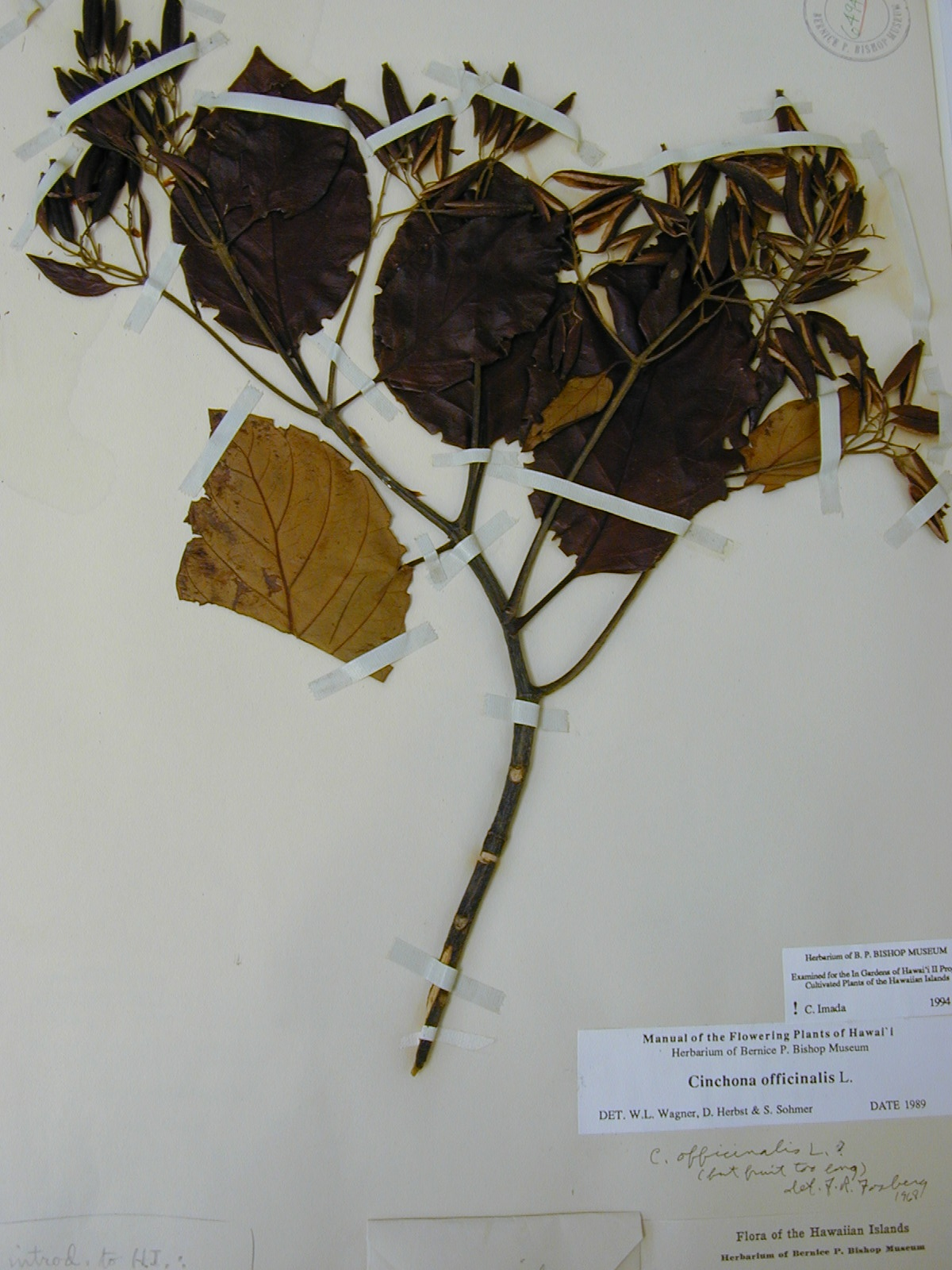
Herbarbeleg von dem roten Chinarindenbaum

## Virtuelles Herbarium
Hauptartikel: Virtuelles Herbarium
Mittlerweile haben einige Herbarien Teile ihrer Sammlung digitalisiert, um sie bspw. über das Internet einem breiten Publikum verfügbar machen zu können. Herbar Digital war ein Forschungsprojekt zur Rationalisierung der Virtualisierung (Digitalisierung) von botanischem Belegmaterial. In den 2010er Jahren kamen Massendigitalisierungsstraßen zum Einsatz.

## Entstehung

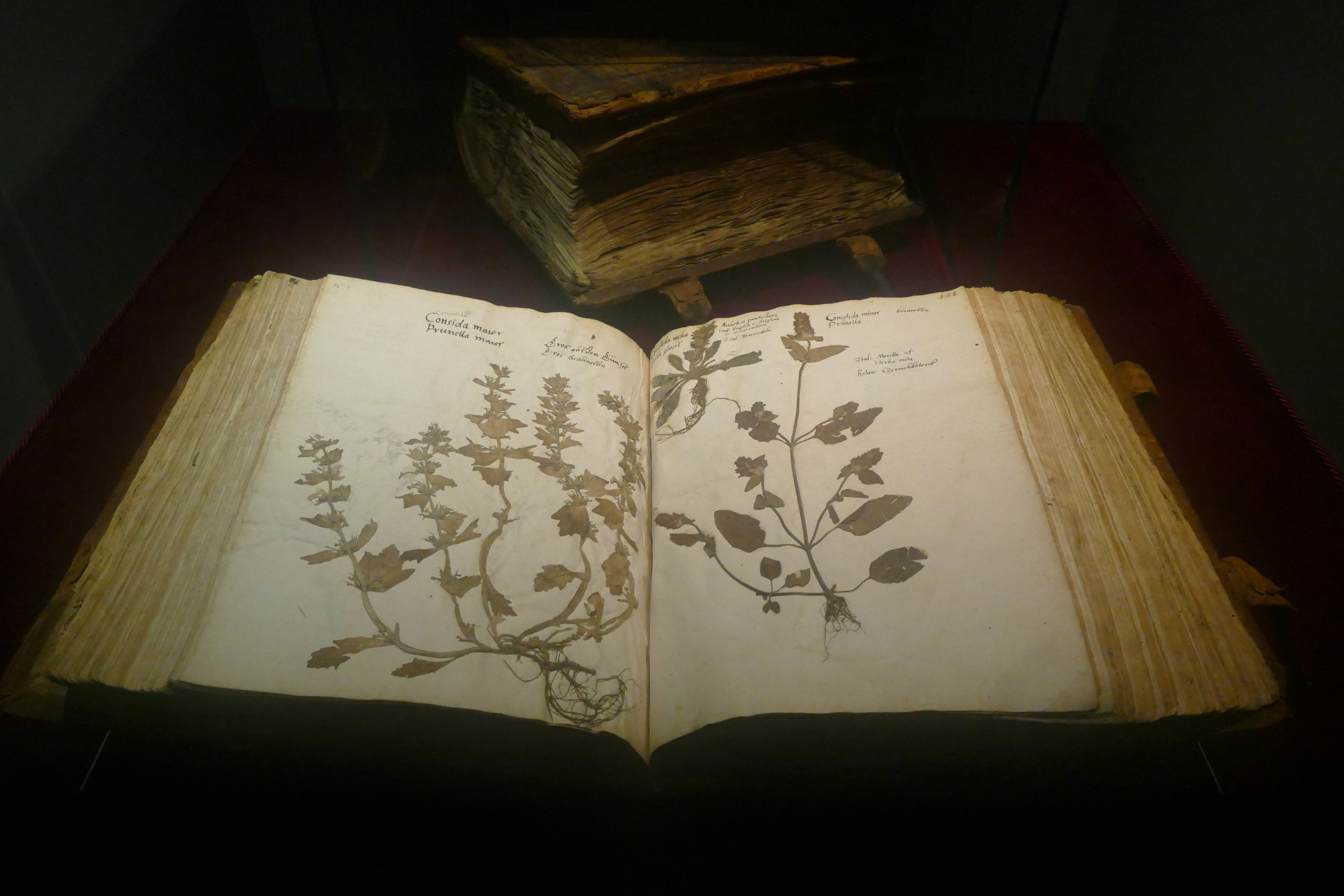
Das Herbarium Caspar Ratzenberger im Naturkundemuseum Ottoneum

Der Ausdruck „Herbarium“ bezeichnete in der frühen Neuzeit zunächst ein Kräuterbuch. Sammlungen getrockneter Pflanzen nannte man hingegen „Herbarium vivum“, „Herbarium siccum“ oder auch „Hortus hiemalis“ (lateinisch „Wintergarten“), weil es im Winter die Anschauung der lebenden Pflanzen im Garten ersetzen sollte. Die ersten Erwähnungen gepresster Pflanzen stammen aus dem 15. Jahrhundert. Die frühesten Herbarien wurden in der ersten Hälfte des 16. Jahrhunderts mit der Gründung von Botanischen Gärten in Mittelitalien angelegt. Das früheste erhaltene Herbarium, heute in Florenz, ist das des italienischen Botanikers und Priesters Michele Merini, das um 1545 angelegt wurde. Die Erfindung wird Merini, häufiger aber seinem Lehrer Luca Ghini (1490–1556) zugeschrieben, der mit dem Orto botanico in Pisa auch den weltweit ersten botanischen Garten begründete. Die frühen Herbarien waren meist, analog zu Kräuterbüchern, zu einem Buch (Codex) zusammengebunden. Ein solches „liber ex plantis agglutinatis“ schenkte zum Beispiel Andrea Cesalpino dem Herzog Cosimo I. de’ Medici. Erhalten ist das, heute in Leiden aufbewahrte, Herbarium des Leonhard Rauwolf, in dem er auf 513 Bögen Pflanzen seiner Reise in den Orient sammelte. Das vermutlich älteste erhaltene deutscher Herbar ist das von Caspar Ratzenberger von 1592, es wird heute im Naturkundemuseum Ottoneum in Kassel ausgestellt. Waren diese frühen Herbarien zunächst noch mehr oder weniger so etwas wie zusammengetragene Kuriositätenkabinette, begann im Anschluss an die Arbeiten von John Ray, Joseph Pitton de Tournefort, Carl von Linné, Augustin Pyrame de Candolle und anderen Forschern ihrer Zeit die Aufstellung von systematischen Herbaren. Das Herbarium des Schweizer Botanikers Caspar Bauhin gehört zu den ersten, in denen alle bekannten Pflanzenarten, geordnet nach der von Linné begründeten Systematik, gesammelt werden sollten. Er nutzte sein Herbarium (heute in Basel aufbewahrt) nun auch als Mittel der Forschung, in dem er die gesammelten Pflanzen miteinander verglich und auf dieser Basis Differenzialdiagnosen aufstellte. Das Herbarium des irischen Botanikers Hans Sloane (1660–1753) wurde nach seinem Tode durch die britische Regierung angekauft, es bildet den Grundstock des Herbars des Natural History Museum. Carl von Linné stellte sein, für die Pflanzentaxonomie grundlegendes Werk vor allem auf Basis der Herbarien anderer zeitgenössischer Botaniker auf, über dasjenige des niederländischen Juristen George Clifford III. verfasste er sein Werk Hortus Cliffortianus. Das Herbarium von Linné selbst, das „nur“ 14.000 Belege enthält, wurde nach seinem Tode von seiner Witwe nach England verkauft, es liegt heute bei der Linnean Society of London. Viele der dort gehaltenen Belege sind in digitaler Form abrufbar.

## Große Herbarien
Wissenschaftliche Herbarien sind in der Regel botanischen Gärten, naturkundlichen und naturhistorischen Museen oder biologischen Universitäts-Instituten, meist der speziellen Botanik, angegliedert. Alle großen und bedeutenden, international tätigen Herbarien sind im Verzeichnis „Index Herbariorum“ aufgeführt. Dieser erschien erstmals 1935, damals noch in gedruckter Form. Zum Stand 1. Dezember 2016 weist der Index Herbariorum weltweit 2962 aktive wissenschaftliche Herbarien in 176 Ländern aus. Diese halten 381308064 Herbarbelege. Insgesamt sind an den Herbarien 11548 wissenschaftliche Mitarbeiter beschäftigt. Die meisten Herbarien finden sich, mit 792, in Nordamerika und, mit 695, in Europa, davon 69 in Deutschland, 19 in Österreich, 16 in der Schweiz. In ganz Afrika existieren demgegenüber nur 47 Herbarien.
Die zehn größten Herbarien der Welt (nach Index Herbariorum) sind, in absteigender Reihenfolge:
- Paris: Muséum national d’histoire naturelle – ca. 8 Mio. Belege, begründet 1635.
- New York: New York Botanical Garden – ca. 7,8 Mio. Belege, begründet 1891.
- Sankt Petersburg: Wladimir Leontjewitsch Komarow-Institut – ca. 7,2 Mio. Belege, begründet 1823.
- London: Royal Botanic Gardens, Kew[15] – ca. 7 Mio. Belege, begründet 1852
- Naturalis, Nationales Herbarium der Niederlande (Verbund der Herbarien der Universitäten Leiden, Utrecht und Wageningen)[16] – ca. 6,9 Mio. Belege (Leiden begründet 1829, Utrecht 1816)
- St. Louis: Missouri Botanical Garden – ca. 6,6 Mio. Belege, begründet 1859.
- Genf: Conservatoire et Jardin botaniques de la Ville de Genève – ca. 6 Mio. Belege, begründet 1824.
- Wien: Naturhistorisches Museum – ca. 5,5 Mio. Belege, begründet 1807.
- London: Natural History Museum – ca. 5,2 Mio. Belege, begründet 1753.
- Boston: Herbarien der Harvard University[17] – ca. 5 Mio. Belege, begründet um 1860.

Weitere große Herbarien in den deutschsprachigen Ländern sind zum Beispiel
- Berlin: Herbarium Berolinense (Botanischer Garten Berlin)[18] – ca. 3,8 Mio. Belege
- Jena: Herbarium Haussknecht (Friedrich-Schiller-Universität Jena, Institut für Spezielle Botanik)[19] – ca. 3,5 Mio. Belege
- München: Botanische Staatssammlung München[20] – ca. 3,2 Mio. Belege.
- Zürich: Zürcher Herbarien: Vereinigte Herbarien der Universität Zürich und der ETH Zürich – ca. 1,5 Mio. und 2 Mio. Belege
- Hamburg: Herbarium Hamburgense der Universität Hamburg im Biozentrum Klein-Flottbek – 1,8 Mio. Belege, 4.000 Typus-Exemplare.[21]
- Frankfurt am Main: Herbarium Senckenbergianum[22], ca. 1,5 Mio. Belege
- Tübingen: Herbarium Tubingense, TUB der Eberhard Karls Universität Tübingen – 500.000 Belege, inklusive pharmakognostischer Sammlung, Klosterherbar Beuron (ERZ) und vieler Typus-Exemplare, Teil der Sammlungen des Museums der Universität Tübingen MUT
- Hohenheim ca. 500.000 Belege, inklusive Forst-Sammlung.[23]